# Medalla Expedicionària de la Guerra Global contra el Terrorisme
La Medalla expedicionària de la Guerra Global contra el Terrorisme (anglès: Global War on Terrorism Expeditionary Medal) (GWOT-EM) és una condecoració de les Forces Armades dels Estats Units creat per George W. Bush el 12 de març de 2003, mitjançant l'Ordre executiva 13289. La medalla reconeix aquells membres del servei militar que s'han desplegat a l'estranger en servei directe a la Guerra contra el terrorisme des de l'11 de setembre fins a una data determinada. Abans del 30 d'abril de 2005, la medalla es va atorgar pel servei a l'Iraq i l'Afganistan, però s'ha substituït per les medalles de la Campanya d'Iraq i de la Campanya de l'Afganistan i serveix principalment com a reconeixement per al personal que s'ha desplegat en suport de la Guerra contra el Terror a llocs més enllà de l'Iraq i l'Afganistan. De manera similar, la Medalla de la Campanya de Resolució Inherent s'emet per al servei en la lluita contra l'ISIS, amb elegibilitat retroactiva al 15 de juny de 2014.
La Medalla Expedicionària de la Guerra contra el Terrorisme va ser dissenyada per John Sproston de l'Institut d'Heràldica de l'Exèrcit.

## Operacions i dispositius
Les següents són les operacions aprovades i les dates respectives per a la Medalla Expedicionària de la Guerra Global contra el Terrorisme (retroactiva a l'11 de setembre de 2001)
Nota: el nom Enduring Freedom encara està en ús operatiu avui en dia per a desplegaments a l'Orient Mitjà, l'OEF inclou l'operació JUNIPER SHIELD, OCTAVE SHIELD i SPARTAN SHIELD.
| Operació                                            | De                     | A                      |
| --------------------------------------------------- | ---------------------- | ---------------------- |
| Llibertat duradora (OEF)                            | 11 de setembre de 2001 | TBD                    |
| Llibertat iraquiana (OIF)                           | 19 de març de 2003     | 31 d'agost de 2010     |
| Nomad Shadow (ONS)                                  | 5 de novembre de 2007  | TBD                    |
| Nova Albada (OND)                                   | 1 de setembre de 2010  | 31 de desembre de 2011 |
| Brúixola observant (OOC)                            | 1 d'octubre de 2011    | 30 de setembre de 2017 |
| EXORD antiterrorista - AFRICOM (USAFRICOM CT EXORD) | 6 de setembre de 2012  | TBD                    |
| Resolució inherent (OIR)                            | 15 de juny de 2014     | TBD                    |
| Centinela de la llibertat (OFS)                     | 1 de gener de 2015     | 31 d'agost de 2021     |
| Odyssey Lightning (OOL)                             | 1 d'agost de 2016      | 17 de gener de 2017    |
| Operació Àliga del Pacífic (OPE-P)                  | 5 d'octubre de 2017    | TBD                    |
| Operació Enduring Sentinel (OES)                    | 1 de setembre de 2021  | TBD                    |
| Operació Guardià de la Prosperitat (OPG)            | 18 de desembre de 2023 | TBD                    |
| Operació Arquer Posidó (OPA)                        | 18 de gener de 2024    | TBD                    |
| Operació Pandora Throttle (OPT)                     | 13 de maig de 2024     | TBD                    |

Exemples d'estrelles de campanya usades a la cinta de servei de la Medalla expedicionària de la Guerra Mundial contra el Terrorisme:
| Qualsevol de les nou operacions |
| Dues de les nou operacions      |
| Tres de les nou operacions      |
| Quatre de les nou operacions    |
| Cinc de les nou operacions      |
| Sis de les nou operacions       |
| Set de les nou operacions       |
| Vuit de les nou operacions      |
| Les nou operacions              |

Els següents dispositius de cintes estan autoritzats per a la medalla expedicionària de la Guerra Mundial contra el Terrorisme:
- Estrelles de la campanya (totes les branques)
- Insígnia de punta de fletxa (exèrcit, força aèria i força espacial)
- Insígnia de l'operació de combat de la Fleet Marine Force (personal de la Marina assignat a una unitat del Cos de Marines en combat)

## Criteri
Per rebre la medalla expedicionària de la guerra global contra el terrorisme, un membre del servei militar ha de complir el seu servei en estat desplegat i ha de participar en l'operació antiterrorista designada durant un període de 30 dies consecutius o 60 no consecutius de servei. Per a aquells que van estar involucrats en combats, morts o ferits en l'exercici del servei, s'eximeix el requisit de temps. El terme "estatus desplegat" indica ordres temporals o permanents a un lloc d'oficina fora de les fronteres dels Estats Units d'Amèrica, amb aquest deure en suport directe a les operacions antiterroristes. Perquè un membre del servei rebi la Medalla Expedicionària de la Guerra Global contra el Terrorisme, el desplegament també ha d'haver tingut lloc en una nació que actualment està reconeguda com a base per a operacions antiterroristes pel Departament de Defensa dels Estats Units.
El 30 d'abril de 2005, la Medalla Expedicionària de la Guerra Global contra el Terrorisme es va suspendre per al servei a l'Iraq i l'Afganistan, i aquest servei va ser reconegut amb la Medalla de la Campanya d'Iraq o la Medalla de la Campanya de l'Afganistan.  El personal que va rebre el GWOT-EM pel servei anterior en aquestes dues regions pot optar per canviar el GWOT-EM o conservar el premi original.
El 9 de febrer de 2015, el Departament de Defensa va autoritzar que es fessin servir estrelles de servei al GWOT-EM per representar diferents operacions en què va participar el destinatari.
El GWOT-EM és una medalla expedicionària del Departament de Defensa. L'atorgament d'aquesta medalla no impedeix l'atorgament d'altres tipus de reconeixement (com ara condecoracions) normalment associats amb el desplegament. Aquesta medalla es pot atorgar pòstumament.
La Medalla Expedicionària de la Guerra Mundial contra el Terrorisme es pot atorgar per a operacions aprovades realitzades en qualsevol de les àrees geogràfiques següents The Global War on Terrorism Expeditionary Medal may be awarded for approved operations performed in any of the following geographical areas:
La Medalla Expedicionària de la Guerra Mundial contra el Terrorisme es pot atorgar per a operacions aprovades realitzades en qualsevol de les àrees geogràfiques següents The Global War on Terrorism Expeditionary Medal may be awarded for approved operations performed in any of the following geographical areas:
- Afganistan
- Algèria
- Aràbia Saudita
- Azerbaidjan
- Bahrain
- Bòsnia i Hercegovina
- Bulgària (Burgues)
- Burkina Faso
- Colòmbia
- Creta
- Diego Garcia
- Djibouti
- Egipte
- Eritrea
- Etiòpia
- Filipines
- Geòrgia
- Base naval de la badia de Guantánamo (dins del complex de Guantánamo de la Força de Tasca Conjunta )
- Hongria
- Iemen
- Iran
- Iraq[14] Suspensió del servei a l'Iraq a partir de l'1 de gener de 2012. Es va reprendre per a l'operació Inherent Resolve.[15]
- Israel
- Jordània
- Kazakhstan
- Kenya
- Kosovo (només operacions GWOT especificades)
- Kuwait
- Kirguizistan
- Líban
- Mali
- Mauritània
- Marroc
- Níger
- Nigèria
- Oman
- Pakistan
- Qatar
- Romania (Constanza)
- Senegal
- Sierra Leone
- Somàlia
- Síria
- Tadjikistan
- Tanzània
- Tunísia
- Turquia (est de 35 graus de longitud E)
- Turkmenistan
- Txad
- Unió dels Emirats Àrabs
- Uzbekistan
- Xipre

També són zones qualificades homologades les següents masses d'aigua:
- Aquella part del mar d'Aràbia al nord dels 10 graus de latitud nord i a l'oest dels 68 graus de longitud est
- Bab-el-Mandeb
- Golf d'Aden
- Golf d'Aqaba
- Golf d'Oman
- Golf de Suez
- Una part del mar Mediterrani ("operacions d'embarcament i recerca") (a l'est de 28 graus de longitud E)
- Golf Pèrsic
- Mar Roig
- Estret d'Ormuz
- Canal de Suez

## Disseny i simbolisme
Anvers

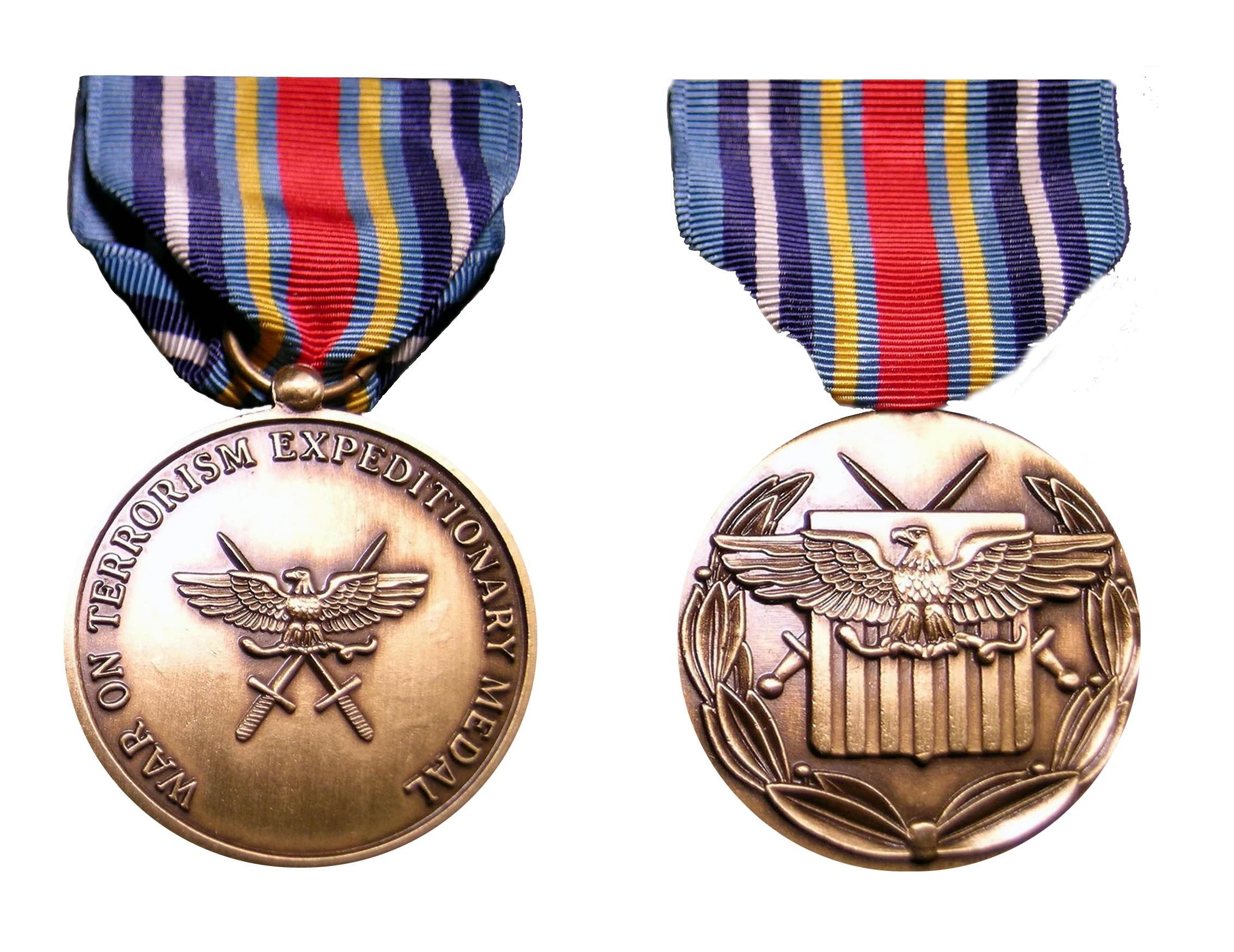
Revers i anvers

Al centre d'un disc de bronze, es mostra un escut adaptat del Gran Segell dels Estats Units superposat sobre dues espases, apunta cap amunt, de manera salada (creuada). L'escut està al seu torn superposat per una àguila amb les ales desplegades. En les seves urpes l'àguila agafa una serp. Aquest tema central està tancat dins d'una corona de llorer lligada a la seva base.
L'escut i l'àguila representen els Estats Units. Les espases denoten la disposició i la determinació per lluitar contra el terrorisme internacional, que està simbolitzat per la serp. La corona de llorer denota honor i èxit.
Revers
Al centre de la medalla, l'àguila, la serp i les espases de l'anvers estan envoltades per les paraules, WAR ON TERRORISM EXPEDITIONARY MEDAL  (Medalla Expedicionària Guerra Al Terrorisme)
Cinta
La cinta és un camp de color blau clar dividit al centre per una franja escarlata. A banda i banda de l'escarlata (i separats d'ell per blau clar) hi ha ratlles d'or. Una franja de blau clar separa cada ratlla d'or de les ratlles de blau fosc, blanc i blau fosc (cadascun d'una amplada igual).
L'escarlata, el blanc i el blau representen els Estats Units. El blau clar fa referència a la cooperació mundial contra el terrorisme, i l'or denota l'excel·lència.

## Dispositius
La Medalla Expedicionària de la Guerra Global contra el Terrorisme es pot atorgar amb els dispositius:
- Insígnia de punta de fletxa : per a membres qualificats del servei de l'Exèrcit i la Força Aèria.
- Estrelles de servei: a partir del 9 de febrer de 2015, per reconèixer la participació individual en cadascuna de les operacions aprovades en què participa un membre del servei, es porta una estrella de servei de bronze de 3⁄16 polzades a la cinta de suspensió i servei de la medalla, amb una estrella de plata de 3⁄16 polzades en lloc de cinc estrelles de bronze.
- Insígnia de l'operació de combat de la Força Marina de la Flota: per a membres qualificats del servei de la Marina, com ara cossos hospitalaris assignats a unitats del Cos de Marines que participen en combat durant l'assignació.

## Medalla expedicionària i medalla de servei
Una medalla similar, la Medalla de Servei a la Guerra Global contra el Terrorisme (GWOT-SM), va ser creada sota la mateixa Ordre Presidencial que va autoritzar la Medalla Expedicionària GWOT. La diferència principal entre les dues distincions és que la medalla de servei està destinada a aquells que van fer tasques de suport als Estats Units, mentre que la medalla expedicionària reconeix aquells que van ser desplegats a països estrangers. Per a aquells que participen en diverses operacions, es poden autoritzar tant el Servei GWOT com la Medalla Expedicionària GWOT, però ambdues medalles ja no es poden atorgar durant el mateix període de servei qualificat. L'única excepció és per al personal de servei que va servir a l'Iraq o l'Afganistan abans del 30 d'abril de 2005. Aquest personal va rebre tant la Medalla de Servei de la Guerra Global contra el Terrorisme com la Medalla Expedicionària de la Guerra Mundial contra el Terrorisme.